# Forsikringsforbundet
Forsikringsforbundet er en fagforening for ansatte inden for forsikring, pension og a-kasse. Forsikringsforbundet har ca. 9.500 medlemmer (2024) og tegner den centrale overenskomst med F&P Arbejdsgiver, der omfatter hovedparten af alle ansatte i forsikrings- og pensionsbranchen. 
Forsikringsforbundet varetager medlemmernes faglige, sociale og økonomiske interesser. Medlemmerne i Forsikringsforbundet spænder bredt lige fra bl.a. skadebehandlere, forsikringsrådgivere, kundeservice, IT-medarbejdere, jurister, økonomer, forretningsudviklere, servicemedarbejdere, konsulenter, økonomimedarbejdere etc. Man kan blive medlem i Forsikringsbundet både, hvis man er studerende, elev, vikar, selvstændig, deltidsansat eller fuldtidsansat. 
Forsikringsforbundet har lokal repræsentation i over 25 forskellige forsikrings- og pensionsselskaber, hvor medlemmerne har adgang til Forsikringsforbundets lokalafdeling og tillidsrepræsentanter. Hvis et selskab ikke har lokal repræsentation håndteres medlemsrådgivning og andre opgaver direkte fra sekretariatet. 
Forsikringsforbundet er partipolitisk uafhængig og er medlem af Fagbevægelsens Hovedorganisation (FH) og samarbejder medarbejdsløshedskassen FTF-A. 

## Historie
Forsikringsforbundet blev stiftet den 30. maj 1944 som forbundet Danske Forsikrings-funktionærers Sekretariat (DFS), og det var personaleforeningerne i Dannebroge, Haand i Haand, National, Nordeuropa, Nye Danske, Skandinavia og Tryg, der stod bag stiftelsen. I alt havde foreningen 850 medlemmer. I løbet af 1946 skiftede foreningen navn til DFL - Danske Forsikringsfunktionærers Landsforening. 1. januar 2016, skiftede forbundet navn til det nuværende Forsikringsforbundet.

## Fagblad
Forsikringsforbundet udgiver medlemsmagasinet "Forsikring" fire gange om året